# Heterobelba galerulata
Heterobelba galerulata är en kvalsterart som beskrevs av Berlese 1913. Heterobelba galerulata ingår i släktet Heterobelba och familjen Heterobelbidae. Inga underarter finns listade i Catalogue of Life.